# Wismut (bedrijf)
Wismut is de naam van een aantal, elkaar opvolgende, bedrijven in het zuidoosten van Duitsland, met name in de deelstaat Saksen, rondom de stad Aue en Bad Schlema, en in mindere mate in Thüringen, o.a. in de omgeving van Gera. De voornaamste activiteit van deze ondernemingen was de mijnbouw, hoofdzakelijk de winning van uranium.
De naam Wismut is een in het Duits gangbare benaming voor het element bismut.
Het bedrijf ontstond in 1947 als Wismut AG, werd eind 1953 omgevormd tot SDAG Wismut, en een jaar na de Duitse hereniging van 1990, omgevormd tot Wismut GmbH. 

## Geschiedenis

### Uraniumwinning tot 1945
Al sedert de 16e eeuw  is in het westelijke deel van het Ertsgebergte het mineraal uraniniet of pekblende gewonnen. In 1789 ontdekte de chemicus Martin Heinrich Klaproth in Johanngeorgenstadt, in het Ertsgebergte, het element uranium. Te Jáchymov, toen nog Joachimsthal geheten, in het Sudetengebied, vond tot 1898 winning van dit mineraal plaats; uraniumoxiden werden in bepaalde typen glas verwerkt (uraniumglas). In 1898 ontdekte Marie Curie uit Joachimstaler uraniumafval het radioactieve mineraal radium. Omdat men in die tijd meende, dat radium geneeskrachtig was, ontstonden aan beide zijden van de Duits-Boheemse grens kuuroorden en radiummijnen. Professor Carl Schiffner uit Freiberg (1865-1945) had van 1906-1911 verschillende wetenschappelijke studies over o.a. uranium- en radiumertsen en hun vindplaatsen in het Ertsgebergte gepubliceerd.  Van 1913 tot ver in de Tweede Wereldoorlog was Oberschlema, een Ortsteil van Bad Schlema, een radium- (en radon-)kuuroord. Radon bevattend water werd er o.a. door de kuurgasten gedronken.

### Onder Sovjet-Russisch bestuur, vanaf1945
Het gebied werd na de Tweede Wereldoorlog, in 1945, bezet door het Rode Leger. Het Sudetenland met onder andere Joachimsthal werd teruggegeven aan het, vanaf 1947 streng communistische, Tsjecho-Slowakije; de noordelijke helft van het Ertsgebergte maakte van 1946 tot 1949 deel uit van de SBZ, en van 1949 tot 1990 van de eveneens tot het Oostblok behorende DDR.
Nog in 1945 wist de Sovjet-Russische overheid, o.a. aan de hand van de studies van Schiffner en van eigen geologisch onderzoek ter plaatse, dat het Ertsgebergte veel uranium moest bevatten. De Sovjet-Unie wilde, evenals de Verenigde Staten, over atoombommen kunnen beschikken. In 1946 werd een project met de codenaam Wismut opgestart en met de winning van uranium begonnen. In het kader van herstelbetalingen van het vroegere Nazi-Duitsland aan de Sovjet-Unie bevalen Sovjetrussische topofficieren, dat de onderneming Wismut AG, in feite een Sovjet-Russisch staatsbedrijf, voor de USSR uranium moest gaan delven, hoofdzakelijk voor het Russische kernwapenprogramma. Voor deze mijnbouwactiviteiten werden een groot aantal mijnen aangeboord, en vele duizenden Duitsers werden er aan het werk gezet, in de eerste jaren na de oorlog ten dele vrijwillig, na intensieve wervingsacties, ten dele als dwangarbeid. De mijnwerkers werden beter behandeld dan hun collega's in Tsjecho-Slowakije, maar wel streng bewaakt. Tientallen zijn, op verdenking van spionage voor het Westen, gearresteerd en in Rusland ter dood gebracht.
Spoedig was Wismut de belangrijkste uraniumleverancier van het gehele Oostblok. In 1950 werd in de DDR, de facto door Wismut AG,  1.224 ton uranium gewonnen, ongeveer 60% van de totale uraniumproductie in de door de Sovjet-Unie beheerste gebieden (inclusief de Sovjet-Unie zelf).  Wismut AG ging vanaf 1949 ook in Thüringen uranium delven. Ook richtte Wismut AG fabrieken en installaties op voor de verdere verwerking van het erts. Deze werden met de mijnen samen ondergebracht in 22 clusters, zogenaamde objecten.
Per 1 januari 1954 vond een organisatorische herstructurering plaats. Wismut AG werd opgeheven en ging in een Sovjet-Russisch - Duits bedrijf SDAG Wismut op. Op dat moment werkten ruim 132.000 mensen in dit bedrijf. Steden als Aue groeiden tijdelijk sterk. Na 1953 werd de mijnbouw gemoderniseerd; veel handarbeid werd vervangen door inzet van machines, en in 1962 werkten er nog slechts 45.000 man bij Wismut. Voor de mijnbouw was een volledige herstructurering van de streek nodig, waaronder forse stadsuitbreidingen van de stad Gera, en de aanleg van diverse wegen en spoorlijnen. In de jaren 1980 verslechterde de afzetmarkt voor uranium, voornamelijk door prijsdalingen. In 1989 begon men, de activiteiten door sluiting van diverse locaties in te krimpen. Verdere plannen werden doorkruist door de Val van de Muur in datzelfde jaar. In de laatste dagen van 1990 kwamen de DDR en de Sovjet-Unie overeen, alle activiteiten van SDAG Wismut te beëindigen; de tienduizenden medewerkers van Wismut raakten hun baan kwijt.

### Na deDuitse hereniging,1990
In mei 1991 sloten Duitsland en de Sovjet-Unie een verdrag, waarin Duitsland alle aandelen in SDAG Wismut overnam. Dit bedrijf werd daarop geliquideerd. 
Het in 1991 opgerichte, en nog steeds bestaande, Duitse staatsbedrijf Wismut GmbH houdt zich voornamelijk bezig met de ontmanteling en sanering van de in Duitsland gelegen voormalige mijnbouwlocaties van de SDAG Wismut. Deze sanering heeft vanaf 1990 omgerekend tientallen miljarden euro gekost. Alleen al op de locatie Schlema-Alberoda bedroegen deze tot en met 2015 meer dan één miljard euro, en bij Ronneburg in Thüringen ruim 2,2 miljard.
Kleine voorraden uranium werden  tot 2021 nog uit de grond gehaald, wanneer het om milieu-redenen beter was, het weg te halen, dan het erts in de grond te laten zitten en na uitspoeling of door erosie de omgeving radio-actief te verontreinigen.  Meer dan 1000 ex-mijnwerkers van SDAG Wismut hadden nog jaren werk aan deze mijn-, mijnafval- en andere bodemsaneringen.

### Arbeidsvoorwaarden en -omstandigheden
Over de arbeidsvoorwaarden van de mijnwerkers in de uraniummijnen van Wismut is vrij veel in detail bekend.
- Tussen 1946 en 1990 verloren bij branden en andere bedrijfsongevallen 772 mensen het leven. De veiligheid in de mijnen liet, met name tot 1960, te wensen over. Het zwaarste mijnongeluk gebeurde in de mijn van Niederschlema, op 16 juli 1955. Bij een brand in de mijn vielen 33 doden en 106 gewonden, onder wie veel leden van reddingsploegen.
- Onder de mijnwerkers van Wismut kwamen veel beroepsziektes voor, waarvan silicose en, mede door blootstelling aan radioactieve straling, keel- en longkanker het meest voorkwamen. Vanaf 1954 beschikte het bedrijf over eigen ziekenhuizen en een kosteloos beschikbaar herstellingsoord, doorgaans van een voor DDR-begrippen goed zorgniveau.
- In 1947 hadden de kompels een uurloon van 1,28 Mark. De werkweek was 6 dagen van 8 uur, dus 48 uur. Daarnaast kregen de mijnwerkers kosteloos sigaretten, een warme maaltijd, diverse tegoedbonnen (hoe harder men werkte, des te meer) en eenvoudige huisvesting.
- In de periode 1986-1989 was het uurloon 4,05 DDR-Mark; de werkweek was 5 dagen à 8 is 40 uur. Een houwer, die het zwaarste werk moest doen, had ook het hoogste loon. Voor overwerk en langdurig dienstverband waren er toeslagen.
- De arbeiders van de Wismut-mijnen konden in speciale winkels met speciale bonnen artikelen kopen, die voor andere DDR-burgers niet verkrijgbaar waren. Zo konden zij maandelijks 2 liter brandewijn kopen. De bonnen, waarop dit product verkrijgbaar was, werden door de kompels en hun familie soms (illegaal) met winst doorverkocht. Of deze sterkedrank van goede kwaliteit was, is enigszins twijfelachtig. De brandewijn, met een alcoholgehalte van 32%, had de bijnamen Kumpeltod (kompel-dood) en Wismut-Fusel (Wismut-foezel).

## Afbeeldingen

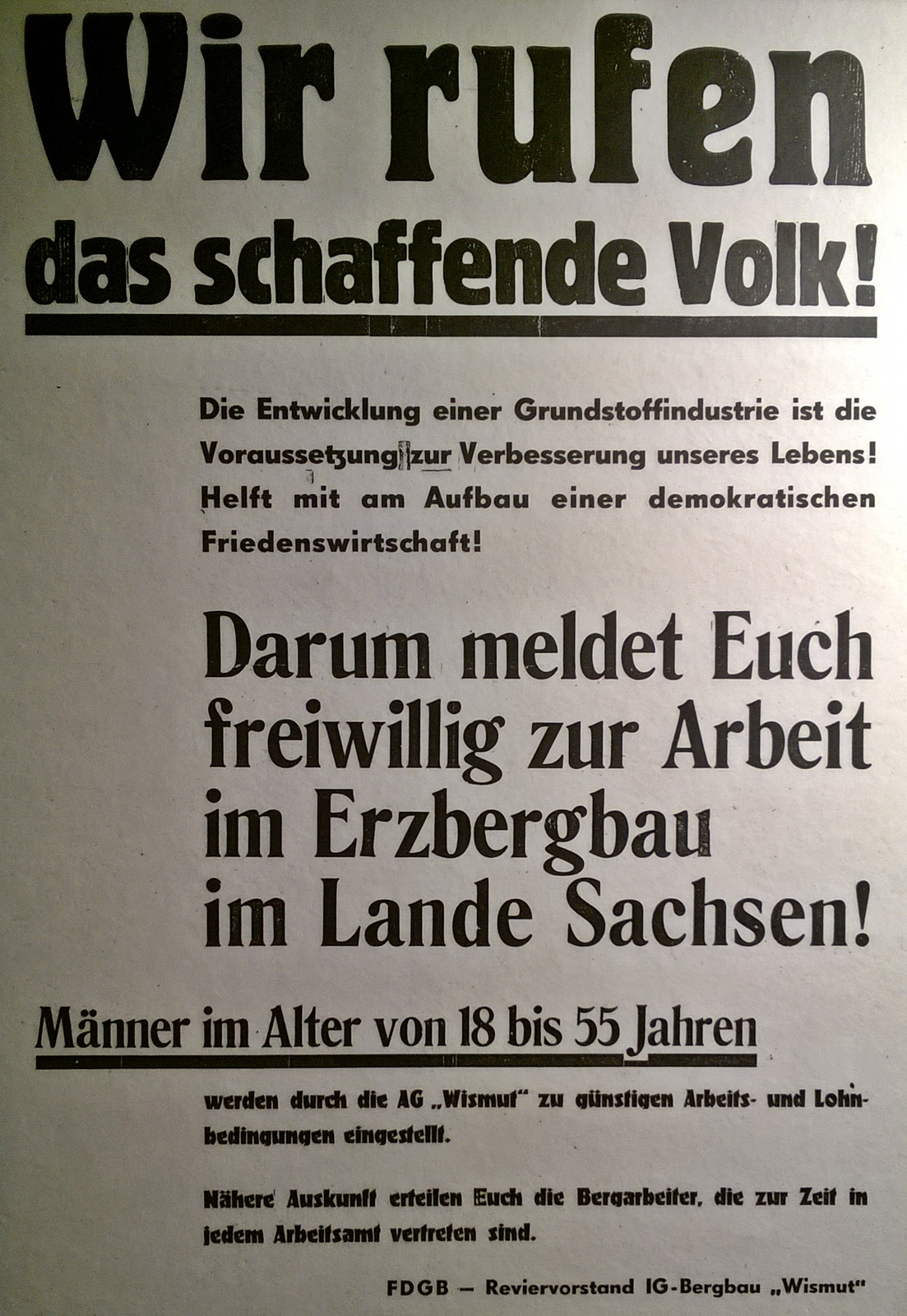
Poster uit omstreeks 1949: ga werken in de uraniummijnbouw
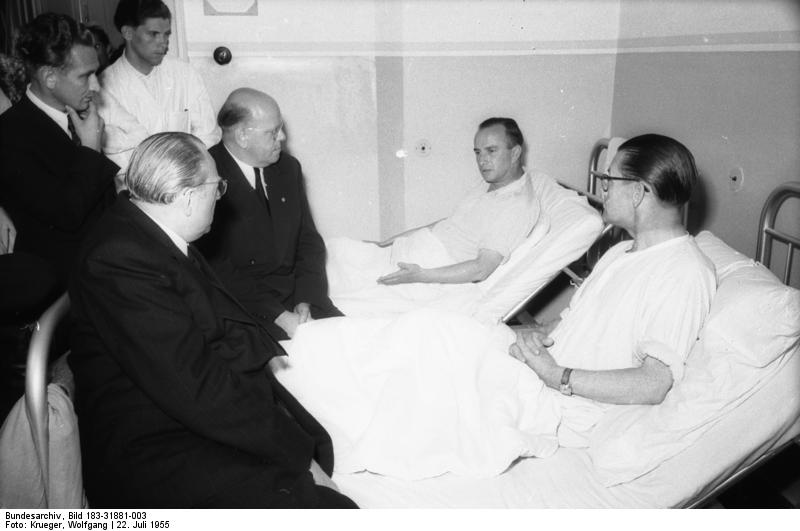
22 juli 1955: Premier Otto Grotewohl en minister Karl Schirdewan bezoeken gewonden van de mijnramp van juli 1955 in het ziekenhuis
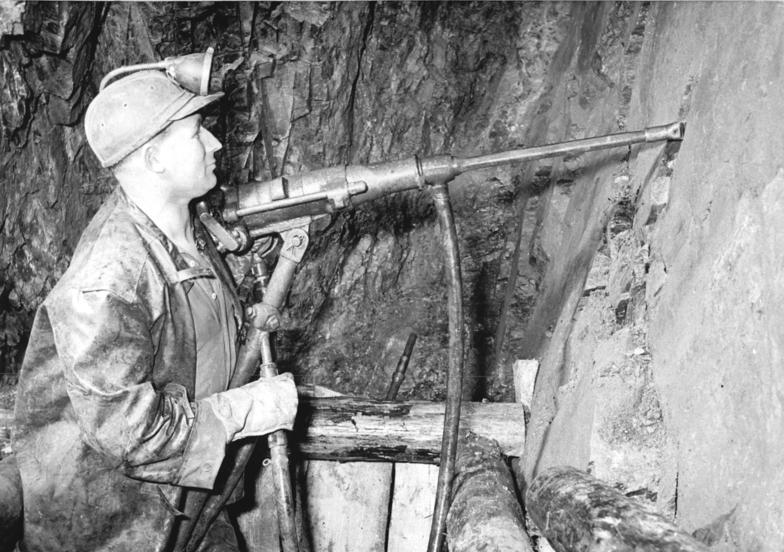
Mijnwerker, bezig in een uraniummijn van SDAG Wismut (1957)
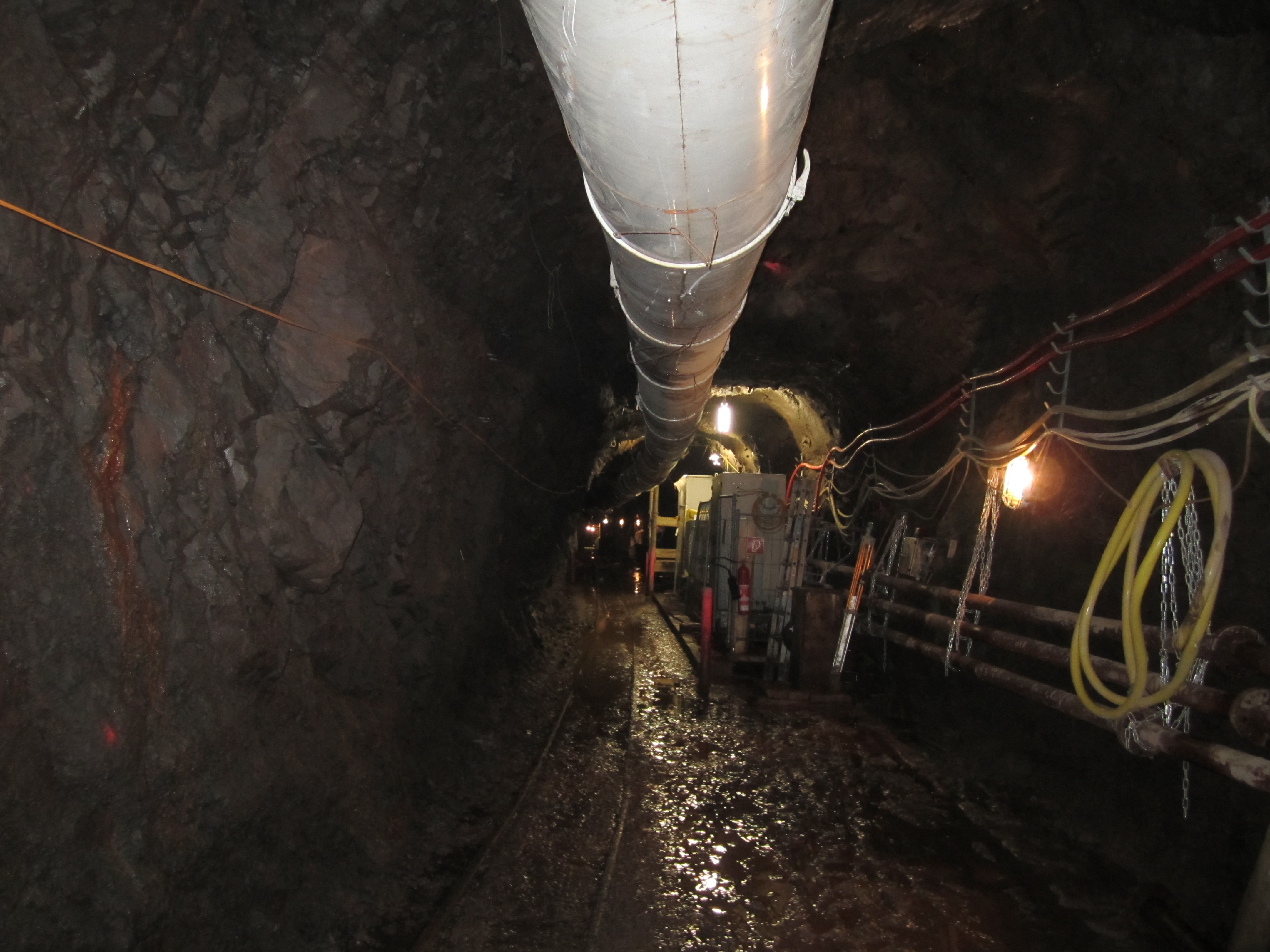
In één van de mijnschachten (Wismutstolln)
Kaart uit 1990 van de bedrijfslocaties van SDAG Wismut
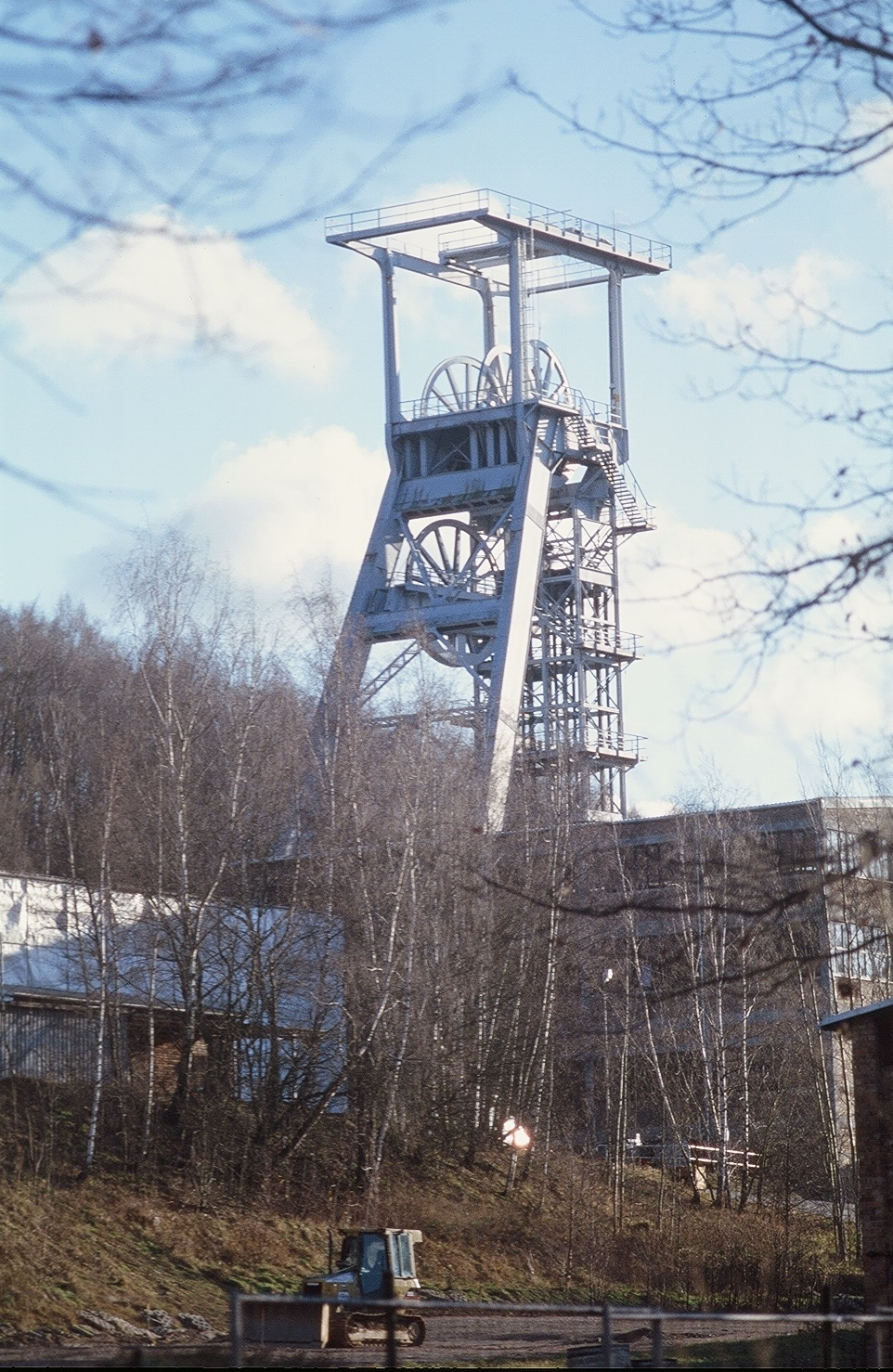
Mijnschacht 371, Hartenstein, bij Niederschlema-Alberoda (nr. 10 op de kaart)
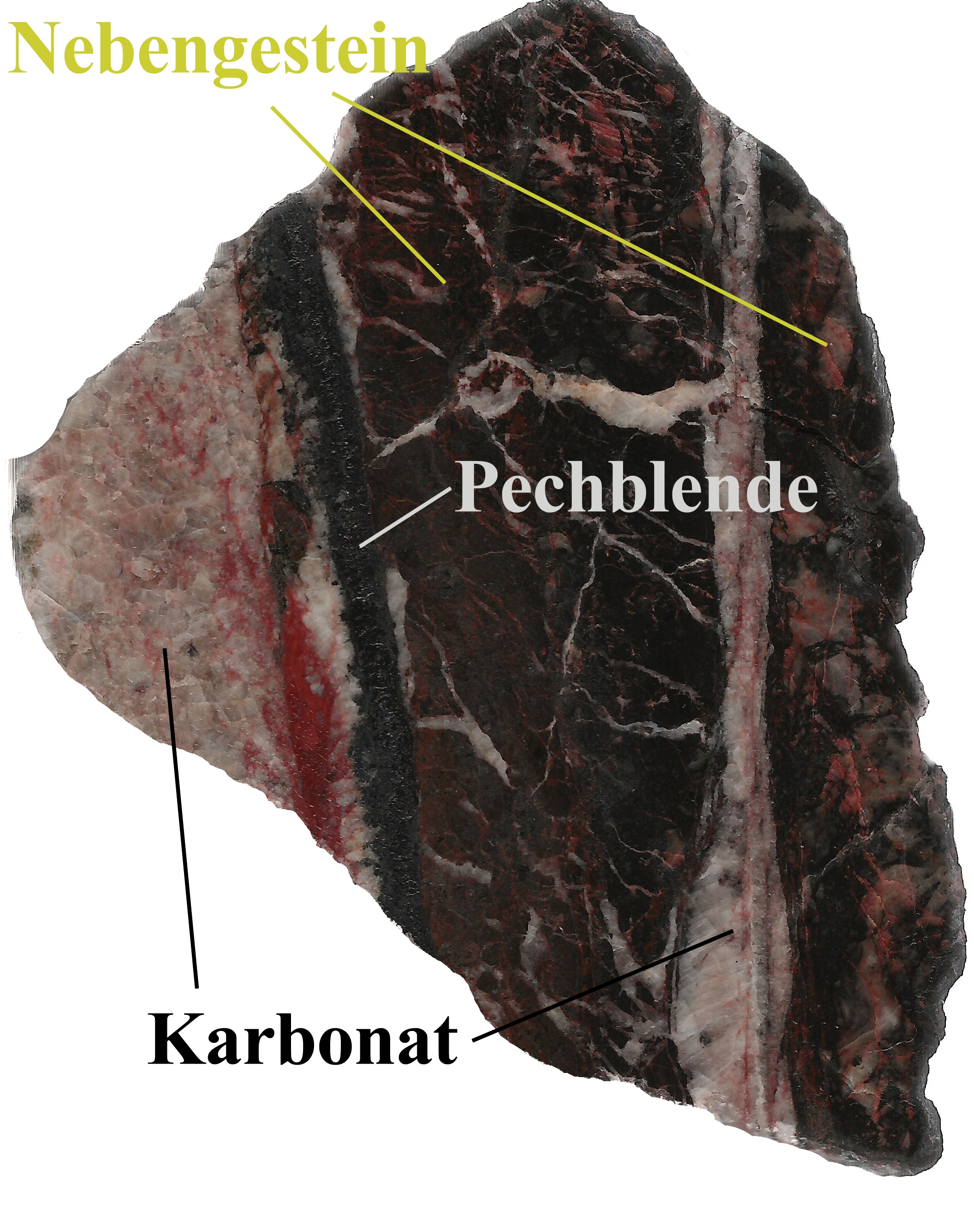
Een stuk erts met pekblende, een uranium bevattend mineraal, uit deze schacht opgedolven
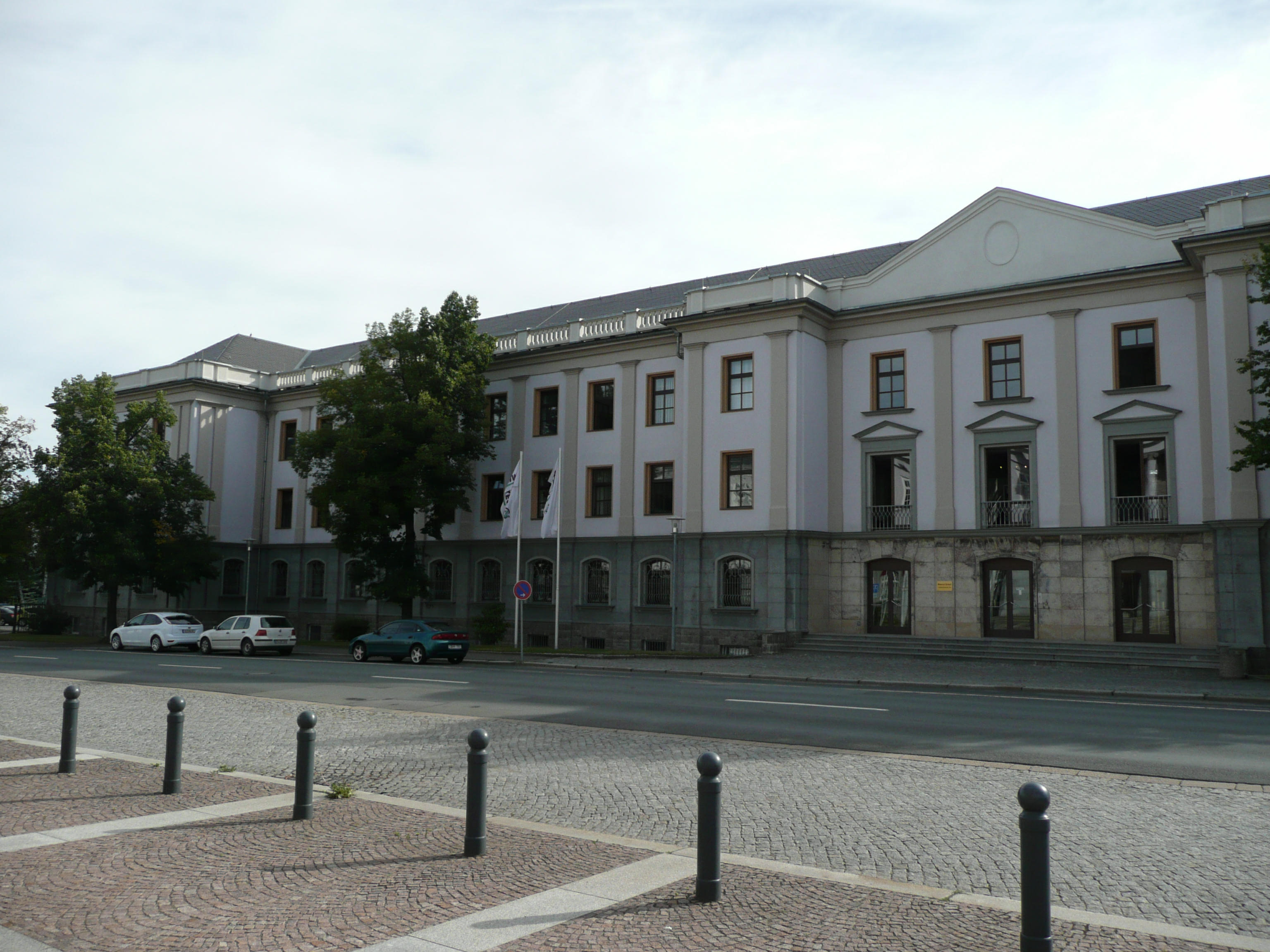
Hoofdkantoor te Chemnitz (op de kaart als CS vermeld) aan de Jagdschänkenstraße
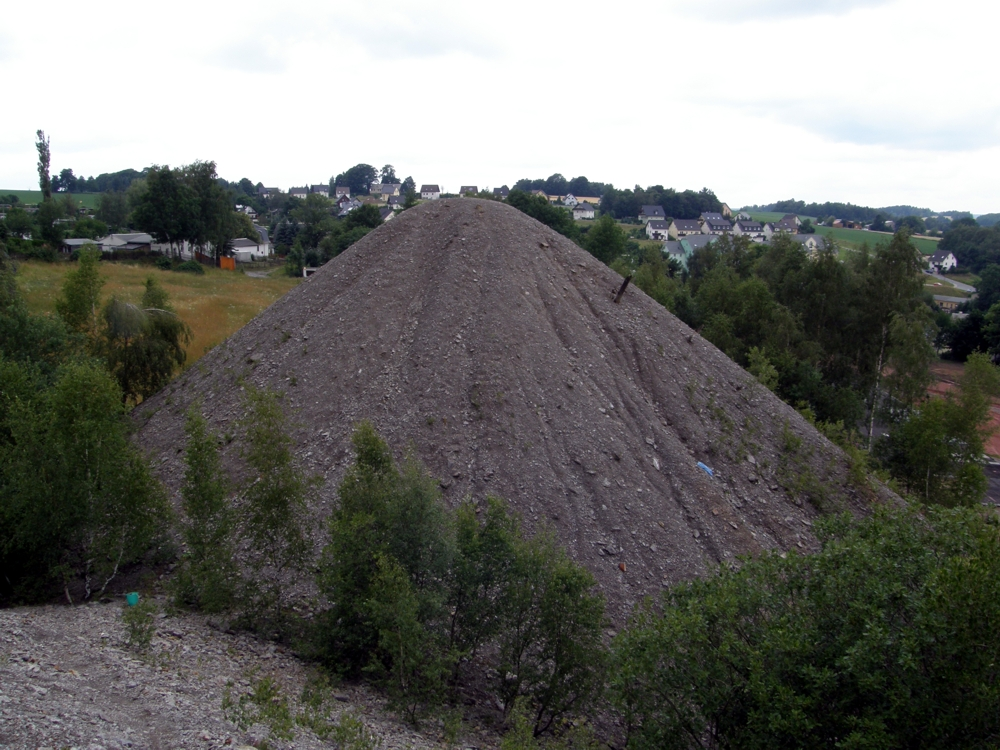
Halde (afvalberg) van schacht 116 in Annaberg-Buchholz, nr. 15 op de kaart
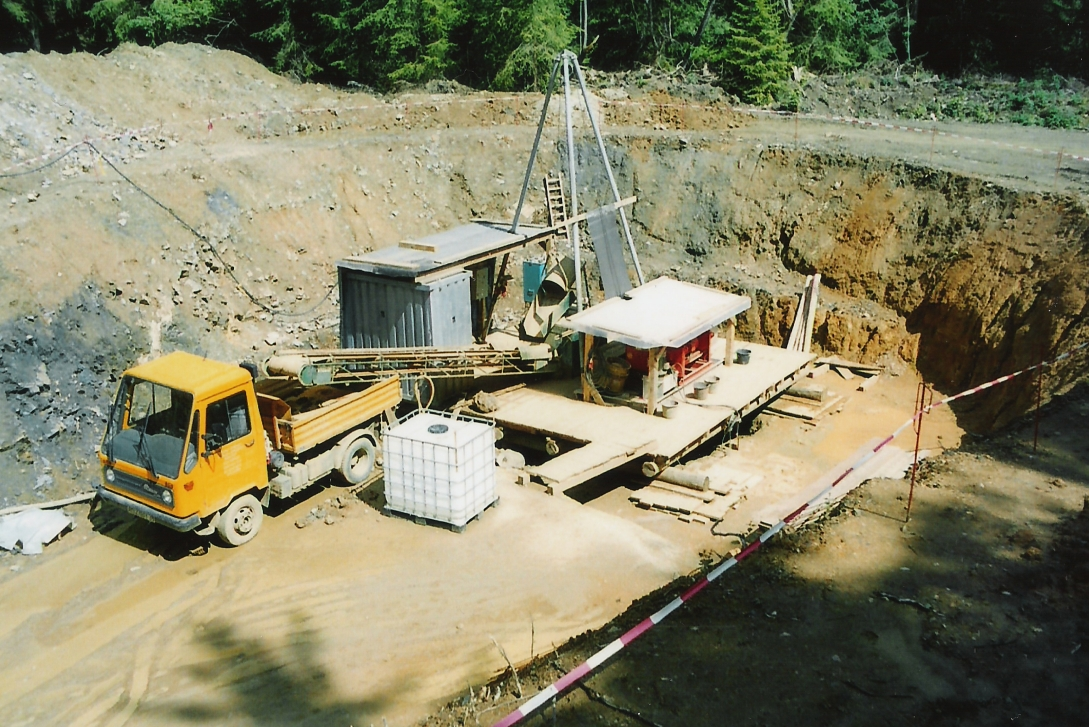
Saneringwerk bij schacht 026 bij Schneeberg (nr. 8 op de kaart)
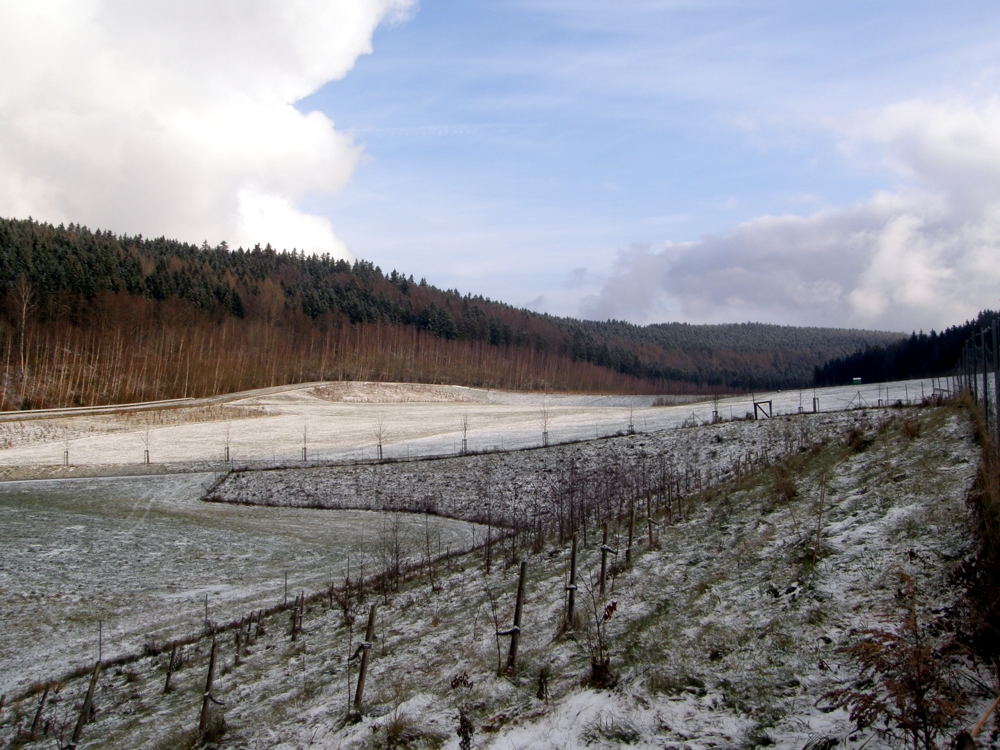
Gesaneerde voormalige mijnafvalberg bij Pöhla (nr. 13 op de kaart)